# Ligne du jardin d'acclimatation
Ligne du jardin d'acclimatation (tj. trať v jardin d'acclimatation) je úzkorozchodná dráha s rozchodem 50 cm. Nachází se  v Paříži v Boulogneském lesíku, kde spojuje Porte Maillot a Jardin d'acclimatation. Je dlouhá 800 metrů a byla otevřena v roce 1878 jako první úzkorozchodná trať ve Francii určená k převážení cestujících.

## Historie
Trať byla zprovozněna v roce 1878 u příležitosti světové výstavy v Paříži. Dva kilometry tratě s rozchodem 50 centimetrů byla určena k přepravě návštěvníků. Inženýr a podnikatel Paul Decauville původně navrhl pro výstavu dvoukilometrovou trať mezi Trocaderem a Vojenskou školou přes Champ-de-Mars, ale nezískal povolení. Navrhl proto stejnou trať pro Jardin d'acclimatation, která byla povolena. V zahradě byla položena kruhová trať o délce 1500 metrů. Po skončení výstavy byla dráha demontována.
V roce 1880 byla trať s úpravami obnovena. Spojovala zahradu s Porte Maillot. Fungovala jako tramvajová linka s vozy taženými poníky. Kolem roku 1910 byli poníci nahrazeni traktorem. Kolem roku 1930 byla trať na každém konci zkrácena. V roce 1945 byly kvůli nedostatku benzínu traktory nahrazeny elektrickými vozítky pocházejími ze světové výstavy 1937. Benzínové traktory se však rychle vrátily do provozu. V roce 1960 dodala firma Renault sedm traktorů, které dosahovaly rychlosti 19 km / h. Vozy zůstaly původní, pouze na nich v 50. letech přibyly lehké střechy. Později byly spalovací motory nahrazeny elektrickými.

## Trať
Linka měla původně na konečné Porte Maillot smyčku. Prochází lesem přes silnici od Porte Dauphine k Porte des Sablons a prochází zahradou. Vlaky mají v každém směru trochu odlišnou trasu, takže původní celková délka kolejí činila pět kilometrů. Minimální zakřivení je osm až patnáct metrů.
Na počátku 30. let byla linka zkrácena na obou koncích. Úsek uvnitř zahrady byl zčásti zrušen a rekonstrukce silnice u Porte Maillot, která byla svedena do podzemí, znamenala zkrácení cesty u Porte des Sablons.